# Noemi Gerbelli
Noemi Gerbelli Capra (São Bernardo do Campo, 13 de julho de 1953 – São Paulo, 1 de dezembro de 2021) foi uma atriz, produtora e comediante brasileira. Era tia da também atriz Vanessa Gerbelli. Ficou conhecida por interpretar a personagem Diretora Olívia na telenovela Carrossel em 2012.

## Biografia
Noemi Gerbelli começou sua carreira no teatro em 1973. Alcançou o sucesso com comédias que caíram no gosto do público como Trair e Coçar É só Começar, Vacalhau e Binho, Porca Miséria, As Alegres Gulosas, entre outras.
Em 1998, recebeu o Prêmio APETESP de Melhor Atriz, interpretando a personagem Cuca, na peça No Reino das Águas Claras. Dirigiu vários espetáculos como Jeitinho Brasileiro e As Irmãs Siamesas.
Na TV Globo, Noemi fez participação na minissérie Presença de Anita, no seriado Os Normais, e na novela Esperança, no capítulo do falso casamento dos personagens Camili e Tony.
Em 2004, foi contratada da RedeTV! para interpretar Dona Porpeta, uma quituteira no programa Vila Maluca. A série ficou em exibição até 2006, ano em que também apresentou-se no teatro com a peça As Cinzas de Mamãe, ao lado de Kito Junqueira e Carlos Arruda. Em 2007 Noemi interpretou uma delegada na série A Diarista, atuou na peça Os Sete Gatinhos com Nelson Xavier e Paulo Coronato, e ainda integrou o elenco da série Sem Controle. No ano seguinte participou de um capítulo da telenovela A Favorita, como Sofia.
Em 2012, foi contratada pelo SBT para viver a diretora Olívia no remake da novela Carrossel. Em 2014, ainda no SBT, atuou no seriado Patrulha Salvadora, spin-off da novela infantil, como a delegada Olívia. Repetiu o papel no desenho animado homônimo.
No ano seguinte, viveu novamente a diretora Olívia em Carrossel: O Filme, e repetindo o mesmo papel em Carrossel 2: O Sumiço de Maria Joaquina, além de uma participação na novela Carinha de Anjo.
Noemi era viúva de Enzo, que faleceu em 1988, quando ela tinha 34 anos, e com quem teve uma filha, Bianca.

## Morte
Noemi Gerbelli morreu na noite do dia 1 de dezembro de 2021, aos 68 anos. A atriz havia sofrido um acidente vascular cerebral (AVC) no início de novembro e, após um período na UTI, ela se recuperava em casa, mas acabou sofrendo uma embolia pulmonar. Sua sobrinha, Vanessa Gerbelli publicou uma homenagem à tia em suas redes sociais. A família decidiu não realizar o funeral e cremar o corpo da atriz, em uma cerimônia restrita.

## Carreira

### Cinema
| Ano  | Título                                  | Papel         |
| ---- | --------------------------------------- | ------------- |
| 1985 | A Marvada Carne                         | Caipirinha    |
| 2008 | O Dia M                                 | Viúva         |
| 2015 | Carrossel: O Filme                      | Olívia Veider |
| 2016 | Carrossel 2: O Sumiço de Maria Joaquina | Olívia Veider |
| 2021 | Doce Encanto                            | Adriana       |

### Televisão
| Ano          | Título                       | Papel                  | Nota                                       |
| ------------ | ---------------------------- | ---------------------- | ------------------------------------------ |
| 1978         | Telecurso 2º Grau            |                        |                                            |
| 1981         | Telecontos                   | Rita                   | Episódio: "A Ladeira da Memória"           |
| 1982         | Renúncia                     | Drª. Edwiges           |                                            |
| 1983         | Braço de Ferro               | Loreta                 |                                            |
| 1991         | Dóris para Maiores           | Ela mesma              | Participações                              |
| 1998         | Fascinação                   | Soraya da Silva Prates |                                            |
| 2000         | Ô... Coitado!                | Geracia                | Episódio: "O Rei Rossi"                    |
| 2000         | Fala Dercy                   | Senhora Duval          | Episódio: "Sonho"                          |
| 2001         | Presença de Anita            | Dona Susana            |                                            |
| 2002         | Os Normais                   | Djanira                | Episódio: "Ser Mau é Normal"               |
| 2002         | Esperança                    | Vânia Junqueira        |                                            |
| 2004–06      | Vila Maluca                  | Dona Porpeta           |                                            |
| 2006         | A Diarista                   | Nona                   | Episódio: "Aquele dos Italianos"           |
| 2007         | A Diarista                   | Delegada Marta         | Episódio: "O Teu Cabelo Não Nega"          |
| Sem Controle | Ela mesma                    |                        |                                            |
| 2008         | A Favorita                   | Dona Sofia             | Participação especial                      |
| 2008–10      | Show do Tom                  | Ela mesma              | Participações                              |
| 2011         | Sansão e Dalila              | Amã                    |                                            |
| 2012–13      | Carrossel                    | Olívia Veider          |                                            |
| 2014–15      | Patrulha Salvadora           | Olívia Veider          |                                            |
| 2016         | Carrossel em Desenho Animado | Olívia Veider          | Dublagem                                   |
| 2017         | Carinha de Anjo              | Olívia Veider          | Episódios: "31 de janeiro–17 de fevereiro" |
| 2018         | Deus Salve o Rei             | Madre Benedita         | Episódios: "19 de março–28 de abril"       |

### Teatro
| Ano  | Título                                                          | Papel                                |
| ---- | --------------------------------------------------------------- | ------------------------------------ |
| 1971 | Mais Quero um Asno que me Carregue que um Cavalo que me Derrube |                                      |
| 1973 | Trair e Coçar É Só Começar                                      |                                      |
| 1978 | A Farsa de Inês Pereira                                         | Leonor Vaz                           |
| 1983 | Amante S/A                                                      |                                      |
| 1992 | Porca Miséria                                                   |                                      |
| 1998 | No Reino das Águas Claras                                       | Cuca                                 |
| 2002 | As Alegres Gulosas                                              | Srtª. Passarinho                     |
| 2003 | Até as Orelhas                                                  |                                      |
| 2005 | As Cinzas de Mamãe                                              | Nair                                 |
| 2007 | Os Sete Gatinhos                                                |                                      |
| 2013 | A Cigarra e a Formiga                                           | A Cigarra / A Formiga / A Professora |
| 2014 | As Beatas                                                       |                                      |

## Prêmios e nomeações
| Ano  | Prêmio         | Categoria    | Trabalho                  | Resultado |
| ---- | -------------- | ------------ | ------------------------- | --------- |
| 1998 | Prêmio APETESP | Melhor Atriz | No Reino das Águas Claras | Venceu    |